# Reggimenti della Provincia di Franconia
I reggimenti della Franconia furono delle forze tra le più potenti al servizio dell'esercito imperiale, nonostante la grande frammentazione territoriale interna. 

## Storia
La Provincia di Franconia era composta di tre principati spirituali (Würzburg, Bamberg, Eichstätt), dai margraviati di Brandeburgo-Ansbach e Brandeburgo-Kulmbach ma anche da numerose città libere imperiali come ad esempio Norimberga o Rothenburg ob der Tauber. 
Durante la guerra di successione bavarese, il distretto di Franconia prese delle truppe al soldo per rispettare i propri obblighi nei confronti dell'Imperatore e nel corso della Guerra dei Sette anni fu in prima linea nei combattimenti contro la Prussia. Con la vendita dei margraviati di Brandeburgo-Ansbach e Brandeburgo-Bayreuth alla Prussia venne privata di un reggimento di ussari.

## Reggimenti permanenti
Legenda
"(1555)" ecc. secondo la numerazione di Tessin | - luogo di stanza| * origine | † dissoluzione | > trasformazione in | = doppia funzione come reggimento imperiale e reggimento permanente dell'esercito dello stato offerente. Per gli eserciti permanenti sono indicati anche i nomi dei comandanti e il loro periodo di inizio servizio che si intende terminato all'arrivo del comandante successivo.

### Fanteria
- Fränkisches Kreis-Infanterieregiment No. 1 (1681/3):

*1681 Philipp Heinrich von Andlau - 1684 Georg Eberhard von Hedesdorff - 1693 Johann Andreas Schnebelin - 1705 Johann Emmeran Emerich von Helmstätt - 1720 Ermanno Federico di Hohenzollern - 1723 Franz Friedrich Moeck - 1729 Johann Wilhelm von Tastung - 1734 Johann Sebastian Haller von Hallerstein - 1745 Johann von Zehe - 1752 Georg Adam von Varell - 1765 Georg Christoph Ölafen von Schöllenbach - 1780 Anton Eberhard von Schertel - 1793†
- Fränkisches Kreis-Infanterieregiment No. 2 (1681/2):

*1681 Franz Jacob von Avila - 1682 Johann Wilhelm Köth von Wanscheid - 1688 Georg Hartmann von Erffa - 1720 Adam Friedrich von Tresskau - 1732 Heinrich Philipp Höltzl von Stermstein - 1750 Johann Siegmund von Seybothen - 1752 Sylvius Christian von Ferntheil - 1759 Enrico Augusto di Hohenlohe-Ingelfingen - 1793†
- Fränkisches Kreis-Infanterieregiment No. 3 (1691/2):

*1691 Adam Heinrich von Schönbeck - 1701 Guglielmo Federico di Brandeburgo-Ansbach - 1703 Johann Friedrich Mohr von Waldt - 1704 Georg Philipp von Boyneburg - 1732 Hellmuth Otto von Bassowitz - 1738 Friedrich Wilhelm von Gudenus - 1757 Friedrich Johann Karl von Kronegk - 1765 Dominicus von Kerpen - 1783 Hermann Hieronymus Pez von Lichtenhof - 1793†

### Cavalleria

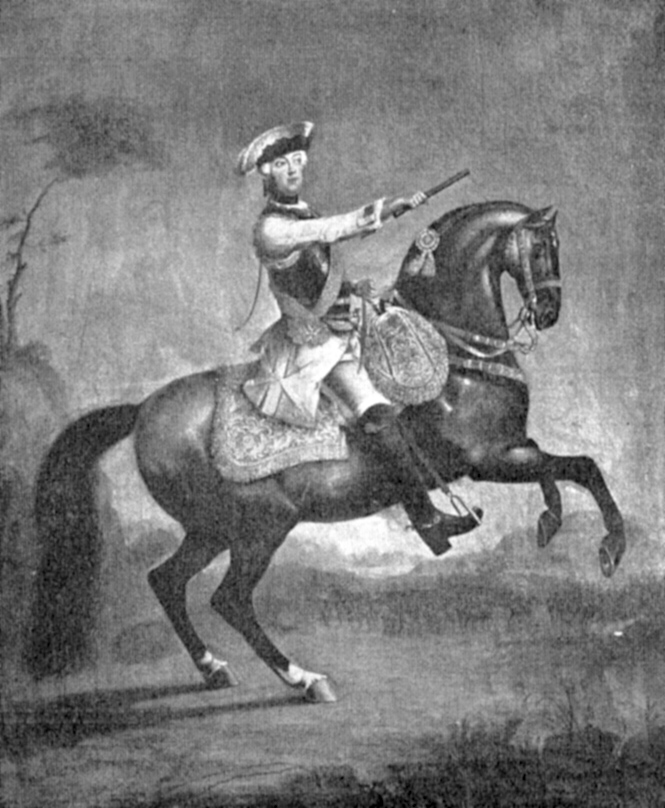
Giorgio Guglielmo di Brandeburgo-Bayreuth come generale imperiale con l'uniforme del reggimento di corazzieri di Franconia

- Fränkisches Kreis-Kürassierregiment (1681/1):

*1681 Cristiano Ernesto di Brandeburgo-Bayreuth - 1702 Giorgio Guglielmo di Brandeburgo-Bayreuth - 1727 Albrecht Ernst von Fechenbach - 1734 Federico di Brandeburgo-Bayreuth - 1763 Adam Friedrich von Tresskau - 1793†
- Fränkisches Kreis-Dragonerregiment (1691/1):

*1691 Christoph Wilhelm von Aufseß - 1704 Heinrich Karl (Karl Siegmund) von Bibra - 1733 Philipp Caspar von Linsingen - 1757 Carlo Alessandro di Brandeburgo-Ansbach - 1793†

## Reggimenti esistenti a breve termine

### Fanteria
- Fränkisches Kreis-Infanterieregiment (1664/2) - Johann Pleitner *1664†
- Fränkisches Kreis-Infanterieregiment (1672/2) - Franz Jacob von Avila *1676†
- Fränkisches Kreis-Infanterieregiment (1675/2) - Johann Karl von Thüngen *1676†
- Fränkisches Kreis-Infanterieregiment (1692/2) - Enrico di Sassonia-Römhild (coreggente di Sassonia-Gotha) *1692 - 1697 > Sachsen-Gothaisches Infanterieregiment (1692)
- Fränkisches Kreis-Infanterieregiment (1703/1) - Ermanno Federico di Hohenzollern *1703 - 1714†
- Fränkisches Kreis-Infanterieregiment (1703/2) - Leberecht Gottlieb Janus von Erbstedt *1703 - 1708†
- Fränkisches Kreis-Infanterieregiment (1703/3) - Paulus Tucher von Simmelsdorf *1703 - 1710 Jaxtheim - 1708†
- Fränkisches Kreis-Infanterieregiment (1703/4) - Franz Anton von Dalberg *1703 - 1709 > Würzburgisches Infanterieregiment (1709) (Principato vescovile di Würzburg)
- Fränkisches Kreis-Infanterieregiment (1793/1) - Johann Heinrich von Juliazy - 1793†
- Fränkisches Kreis-Infanterieregiment (1793/2) - Rheingraf-Brigade - 1801†
- Fränkisches Kreis-Infanterieregiment (1795) - von Riedel (Füsilierbataillon)- 1799 ? - 1801†

### Cavalleria
- Fränkisches Kreis-Kavallerieregiment (1595) - Giorgio Federico I di Hohenlohe-Waldenburg[9] *1595†
- Fränkisches Kreis-Kavallerieregiment (1596) - Hans Clauss Russwormb[10] *1596†
- Fränkisches Kreis-Kavallerieregiment (1597) - Giorgio Federico di Hohenlohe-Waldenburg *1597†
- Fränkisches Kreis-Kavallerieregiment (1601) - Otto von Vohenstein *1601†
- Fränkisches Kreis-Kavallerieregiment (1664/1) - Johann Wilhelm Zobel zu Giebelstedt *1664†
- Fränkisches Kreis-Kavallerieregiment (1672/1) - Federico di Brandeburgo-Bayreuth *1676†
- Fränkisches Kreis-Kavallerieregiment (1675/1) - Wolf Peter von Oberndorff (Dragoner) *1676†
- Fränkisches Kreis-Kavallerieregiment (1692/1) - Wengenheim (Dragoner) (coreggente di Sassonia-Gotha) *1692 - 1697 > Sachsen-Gothaisches Kavallerieregiment von 1692
- Fränkisches Kreis-Kavallerieregiment (1793) = Altpreußisches Husarenregiment H 10 (Prussia)